# Cratere Datan
Datan  è un cratere sulla superficie di Cerere.